# Marie-Josée Saint-Pierre
Pour les articles homonymes, voir Saint-Pierre.
Marie-Josée Saint-Pierre, née à Murdochville en 1978, est une réalisatrice et une productrice québécoise de cinéma d'animation. Elle est professeure agrégée  à l’Université Laval, théoricienne et autrice sur le cinéma d’animation des femmes,,.

## Carrière cinématographique
En 2004, elle fonde la société de production indépendante MJSTP Films dédiée à la réalisation et à la production de ses propres films. Elle se spécialise dans l'animation documentaire (en). Elle utilise notamment la technique de la rotoscopie et intègre également des images d'archives dans ses créations.
Deux thèmes se distinguent dans son travail cinématographique : la maternité qu’elle a abordée dans Post-Partum, Passages,, Femelles et Ta mère est une voleuse ! ; puis la création artistique avec Les Négatifs de McLaren,,, Le Projet Sapporo, Jutra,, Flocons, Oscar et La théorie Lauzon.
Elle a également été directrice artistique et animatrice pour le long métrage documentaire de Patricio Henríquez Uyghurs: Prisoners of the Absurd (en) (Ouïghours: Prisonniers de l'absurde).
À titre de productrice, on lui doit également La Bille bleue, de Co Hoedeman et The Delian Mode (en) de Kara Blake.Ses films ont été présentés partout à travers le monde dans des manifestations compétitives dont la Quinzaine des réalisateurs à Cannes et le Festival International du Film de Toronto (en).

## Carrière académique
Marie-Josée Saint-Pierre fait ses études à Montréal, à l'Université Concordia, et y obtient un baccalauréat en cinéma d'animation et une maîtrise en production de films. Elle décroche ensuite un doctorat en études et pratiques des arts à l’Université du Québec à Montréal avec une concentration de 3e cycle en études féministes de l’institut de recherches et d’études féministes (IRéF). Ses études supérieures ont été financées par la Bourse BESC Vanier,.
Professeure agrégée à l’Université Laval, ses recherches universitaires portent sur les femmes et le cinéma d’animation, l'animation documentaire ainsi que la recherche-création avec les outils de l’intelligence artificielle en animation.

## Projets de recherches terminés
Dans le cadre de ses recherches, elle a dirigé la création de deux séries d'animation, réalisées en collaboration avec des étudiants placés sous sa supervision.
2021 : série de vingt-deux courts métrages d’animations documentaires produit pour le webdocumentaire Les infirmières de la folie,.
2024 : série de quatre courts métrages d’animations expérimentales (Passer au travers, Espoir, Montages russes et Impuissance) produites pour le projet Visuallys Pour un langage visuel de la santé mentale: explorer le pouvoir de l'image pour modifier les représentations sociales.

## Filmographie

### Scénariste, réalisatrice et productrice
- 2004 : Post-Partum[29]
- 2006 : Les Négatifs de McLaren[30]
- 2008 : Passages[31]
- 2010 : Le Projet Sapporo[32]
- 2012 : Femelles[33]
- 2014 : Flocons[34]
- 2014 : Jutra[35]
- 2016 : Oscar[36]
- 2018 : Ta mère est une voleuse[37]

### Scénariste et réalisatrice
- 2022 : La théorie Lauzon[38]

### Productrice
- 2009 : The Delian Mode[39] (réalisation: Kara Blake)
- 2014 : La Bille bleue (réalisation: Co Hoedeman)

## Publications
Marie-Josée Saint-Pierre est également autrice à propos des femmes et du cinéma d’animation : elle a publié des livres et des articles scientifiques sur le sujet,,.

### Livres
- 2024 : Women and animated films : a feminist corpus at the National Film Board of Canada (1939-1989).CRC Press  (ISBN 9781032685366)[43].
- 2022 : Femmes et cinéma d’animation : un corpus féministe à l’Office national du film du Canada (1939-1989). Les Presses de l'Université de Montréal  (ISBN 9782760645776)[44].

### Chapitres de livre
- Saint-Pierre, M.-J. (2022). La Ménagère (The Housewife, Bennett, 1975) et la notion de sexage. Dans Julie Ravary-Pilon et Ersy Contogouris (Dir.). Pour des histoires audiovisuelles des femmes au Québec: diversité, divergence et confluence. Presses de l'Université de Montréal. partie de  (ISBN 978-2-7606-4577-6)[45].

### Publications scientifiques
- Saint-Pierre, M.-J. et Lebel, E. (2023). Martine Chartrand, une cinéaste d’animation en quête d’un héritage pour le peuple Noir. Recherches Féministes. vol. 35, no.1. DOI: https://doi.org/10.7202/1099910ar[46].
- Saint-Pierre, M.-J. (2020). Quebec animation cinema and women’s agentivity: an exploration of sexuality and desire through the works of three animators produced at the National Film Board of Canada. Animation Studies, The Peer-reviewed Open Access Online Journal for Animation History and Theory, Volume15. partie de  (ISSN 1930-1928)[47].
- Saint-Pierre, M.-J. (2019). Cinéma d’animation québécois et agentivité féminine: une exploration de la sexualité et du désir à travers trois œuvres d’animatrices produites à l’Office national du film du Canada. Nouvelles Vues, Volume 20 (1-18). DOI: 10.7202/1069291ar[48].

### Autres publications
- Saint-Pierre, M.-J. (2023) Compte-rendu: Johanne Jutras, Pornographies. Recherches Féministes. DOI: 10.7202/1108782ar[49]
- Saint-Pierre, M.-J. (2023). Women and animated film: an introduction. International Animated Film Association Magazine. vol. 34, no.1. (OCLC 300299292)[50]
- Saint-Pierre, M.J. et Brun, J. (2023). Estelle Lebel (1945-2022), chercheuse, professeure, réalisatrice et militante féministe. Recherches Féministes. vol. 35, no.1. DOI: 10.7202/1099891ar[51]
- Saint-Pierre, M.-J. (2021) Compte-rendu: Julie Ravary-Pilon, Femmes, nation et nature dans le cinéma québécois. Recherches Féministes, vol. 34, no.1. (248-253). DOI: 10.7202/1076634ar[52]
- Saint-Pierre, M.-J. (2020). Francine Desbiens récompensée du prix René Jodoin aux 18e Sommets du Cinéma d’Animation de Montréal. Synoptique, An Online Journal of Film and Moving Images Studies, Volume 9.1 (162-167). partie de  (ISSN 1715-7641)[53]
- Saint-Pierre, M.-J. (22 mai 2014). I am caught up in the whirlwind of Cannes. HuffPost Canada : the blog[54]
- Saint-Pierre, M.-J. (20 mai 2014). My first time at Cannes: the trip of my life! HuffPost Canada : the blog[55]

## Prix et distinctions

### La théorie Lauzon(2022)
- Sélection officielle Talent tout court à Cannes 2022 (France)[56],[57]
- Sélection officielle Regard - Festival international du court-métrage de Saguenay 2023 (Canada)[58]
- Nomination au Prix collégial du cinéma québécois (PCCQ), 2022 (Canada)[59]

### Ta mère est une voleuse!(2018)
- Prix du film le plus innovant, Reel 2 Real International Film Festival for Youth 2019 (Canada)[60]
- Sélection Talent Tout Court! Marché de Cannes 2018 (France)[61],[62]

### Oscar(2016)
- Animation, Festival de film de Yorkton (en) 2017 (Canada)[63]
- Prix du public, Programme A du New York City Short Film Festival 2016 (États-Unis)[63]
- Nomination aux Rendez-vous du cinéma québécois (Canada)[64]
- Nomination meilleur court métrage d’animation au Gala du cinéma québécois 2016 (Canada)[65]
- Sélection officielle Regard - Festival international du court métrage au Saguenay 2017 (Canada)[66]

### Jutra(2014)
- Prix Gémeaux, meilleure émission d’animation 2015 (Canada)[67]
- Prix Jutra, meilleur court ou moyen métrage d'animation 2015 (Canada)[68]
- Prix Écrans canadiens, meilleur court-métrage documentaire 2015 (Canada)[67]
- Méliès "Lumière de Québec", Festival du Film Court de Mont-Tremblant 2014 (Canada)[67]
- Mention meilleur film d’animation, Sommets du cinéma d’animation 2014 (Canada)[67]
- Sélection à la Quinzaine des réalisateurs de Cannes 2014 (Canada)[69]
- Sélection en compétition internationale court métrage aux Rencontres internationales du documentaire de Montréal 2014 (Canada)[69],[70]

### Femelles(2012)
- Meilleur court-métrage documentaire, St. Louis International Film Festival (en), 2012 (États-Unis)[71]

### Passages(2008)
- Meilleur film documentaire, Sapporo International Shortfest 2009 (Japon)[73]
- Meilleur film d’animation, Brooklyn International Film Festival (en) 2009 (États-Unis)
- Prix du public meilleur court métrage, Le Festival international de films de femmes de Créteil 2009 (France)
- Prix spécial du jury: expression personnelle et plaidoyer, Austin Festival 2008 (États-Unis)
- Mention honorable, meilleur court-métrage canadien, Atlantic Film Festival (en) 2008 (Canada)
- Mention spéciale, Prix Golden Key, Kassel Dokumentarfilm und Videofest 2008 (Allemagne)
- Nomination Prix Génie, meilleur court-métrage documentaire 2010 (Canada)
- Sélection au Canada's Top Ten (en) des meilleurs courts métrages au Festival international du film de Toronto 2009 (Canada)

### Les Négatifs de McLaren(2006)
- Prix Jutra, meilleur court ou moyen métrage d'animation 2007 (Canada)[74],[75]
- Mention honorable Sterling Short, Silverdocs (en) 2006 (États-Unis)[76]
- Meilleur premier film d’animation, Message to Man International Film Festival, St-Pétersbourg 2006 (Russie)[76]
- Meilleur court métrage contemporain, Sapporo International Shortfest 2006 (Japon)[77]
- Bär en or, Festival Der Nationen, Vienne 2006 (Autriche)[76]
- Meilleur court métrage documentaire, Animation Block Party New York 2006 (États-Unis)[76]
- Meilleur film d’animation, Dokufest (en) 2006 (Kosovo)
- Meilleur documentaire international, Santiago International Short Film Festival 2006 (Chili)
- Meilleur réalisateur d'animation, Monstramundo 2006 (Brésil)
- Meilleur scénario d’animation, Monstramundo 2006 (Brésil)
- Prix du jury des jeunes pour le court métrage le plus inspirant, Real 2 Real International Film Festival for Youth 2007 (Canada)
- Premier Prix dans la Section Documentaire, 10 Mostra Internacional de Curtmetratges de Sagunt 2007 (Espagne)
- Meilleur documentaire, PA Film Institute Festival 2007 (États-Unis)
- Platinum Remi, meilleure animation, Worldfest Houston 2007 (États-Unis)[78]
- Prix spécial du jury, meilleure réalisation documentaire, Indianapolis Film Festival 2007 (États-Unis)[78]
- Meilleur documentaire, Arizona International Film Festival 2007 (États-Unis)[78]
- Prix spécial du jury du meilleur film d'animation, Ismailia International Film Festival 2007 (Égypte)
- Meilleur documentaire, Filmest Badalona Festival 2007 (Espagne)
- Mention honorable, Meilleur court métrage international, Festival International de Curtas de Belo Horizonte 2006 (Brésil)
- Mention honorable, Concours international d'animation, Monterrey International Festival 2006 (Mexique)
- Mention spéciale Animation, Seddicorto International Festival 2006 (Italie)
- Mention spéciale Animation, Luciana Film Festival 2006 (Italie)

### Post-Partum(2004)
- Prix spécial du jury pour l'approche la plus innovante, Guangzhou International Documentary Festival 2005 (Chine)
- Prix spécial du jury Or, Worldfest Houston 2005 (États-Unis)[5]
- Prix GAIA, Festival international du film de Moondance 2005 (États-Unis)[5]
- Prix Shoestring, Rochester International Film Festival 2005 (États-Unis)[5]
- Prix de développement artistique, Conseil des Arts Imperial Tobacco Canada 2004 (Canada)
- Prix d'études supérieures J.A. De Sève, École de cinéma Mel Hoppenheim 2004 (Canada)